# Фелдманис, Эрнест
Э́рнест Фе́лдманис (латыш. Ernests Feldmanis); 27 мая 1889, Бартская волость, Латвия — 4 ноября 1947) — российский, латвийский и советский театральный актёр, режиссёр и педагог.

## Биография
Эрнест Фелдманис родился 27 мая 1889 в Вайнёдской волости (нынешний Вайнёдский край Латвии).
Окончил Драматические курсы А. Адашева в Москве (1911). Был актёром в Лиепайском театре (с 1907), актёром в разных театрах Москвы и Юга России (1908—1921), актёром и режиссёром Латвийского Национального театра (1922—1933 и 1945—1947), актёром, режиссёром и художественным руководителем Латгальского театра (1933—1937), Даугавпилсского театра (1941—1942), Народного театра (1942—1944), педагогом Латвийских драматических курсов (1922—1927 и 1937—1940), руководителем и педагогом собственных курсов (1927—1935), организатором театральной студии (1930).
Член Латвийского театрального общества (с 1945), кавалер латвийского ордена Трёх звёзд (1933) и французского ордена Академических пальм (1930).
Умер в Риге 4 ноября 1947 года. Похоронен на Кладбище Райниса.

## Творчество
В годы своей работы в российских театрах стал сторонником идей К. С. Станиславского и В. И. Немировича-Данченко.
Наиболее известные работы: Латвийский национальный театр — «Проделки Скапена» (1922) и «Дон Жуан» (1929) Мольера, «Женитьба Фигаро» Пьера де Бомарше (1922), «Коварство и любовь» Фридриха Шиллера (1923), «Лилиом» Ференца Мольнара (1923), «Веер леди Уиндермир» Оскара Уайльда (1924), «Шесть персонажей в поисках автора» Луиджи Пиранделло (1925), «Ученик дьявола» Джорджа Бернарда Шоу (1927), «Жанна д’Арк» Андрея Упита (1930), «Мой хороший день» по Ричарду Бринсли Шеридану (1945), «Виндзорские насмешницы» Уильяма Шекспира (1947). Латгальский театр — «Идеальный муж» Оскара Уайльда (1936). Даугавпилсский театр — «Ревизор» Н. В. Гоголя (1940). Народный театр — «Весёлая вдова» Франца Легара (1942) и Летучая мышь Иоганна Штрауса (сына) (1943).